# North Ludlow Beamish
North Ludlow Beamish (* 29. Dezember 1796; † 28. April 1872 AnnMount bei Glanmire) war britischer und hannoverscher Lieutenant-colonel sowie Militärhistoriker.

## Herkunft
Seine Eltern waren William Beamish, Esquire (* 10. Mai 1760; † 17. April 1828) und dessen Ehefrau Anne Jane Margaret Delacour († 8. August 1852). Sein Bruder Francis Bernard Beamish (* 5. April 1802; † 1. Februar 1868) war Mitglied des Parlaments und Bürgermeister von Cork.

## Leben
Er ging auf die Akademie in Sandhurst und kam von dort am 7. November 1816 als Cornett zu den 4th Dragoon Guards, bei denen er stieg zum Captain aufstieg und von 1823 bis 1826 eine eigene Schwadron führte. Bereits im Jahr 1825 publizierte er eine Übersetzung der Dienstanweisungen für die Kavallerie, die von Graf Friedrich Wilhelm von Bismarck herausgegeben wurde, der mit der Neuordnung der württembergischen Kavallerie beauftragt worden war. Das verschaffte ihm die Aufmerksamkeit einiger Vorgesetzter und er konnte – auf Halbsold gesetzt – nach Hannover gehen. Dort übersetzte er die Vorlesungen über die Taktik der Reuterei mit den original Anmerkungen Bismarcks. Er machte dabei zahlreiche Verbesserungsvorschläge, die auch bald von der britischen Kavallerie aufgenommen wurden.
Durch die Bekanntschaft mit Bismarck erwachte sein Interesse für die Kings German Legion, in der auch der Graf gedient hatte. Er schrieb ein zweibändiges Werk über die Einheit, das richtungweisend für diese Art der Literatur wurde. Das Werk wurde auch von den Ehemaligen der Legion sehr geschätzt und so kamen bei einer Sammlung zu Gunsten des Verfassers 2512,5 Reichstaler zusammen.
Anschließend widmete er sich den Wikingern und 1841 veröffentlichte die Forschungen des dänischen Professors Carl Christian Rafn zur möglichen Entdeckung Amerikas durch die Wikinger in England und Amerika. Bei seinen Übersetzungen machte er das Publikum auch mit den isländischen Sagas bekannt.
Er war seit dem 15. November 1827 Fellow of the Royal Society und seit 1837 Ritter des hannoverischen Guelphen-Ordens. Im Jahr 1852 wurde er dann à la suite der Hannoverschen Armee gestellt. 1855 wurde er Sheriff der Stadt Cork.

## Werke
- Instructions for the Field Service of Cavalry. From the German of Count von Bismarck, 1825, Digitalisat
- Lectures on the tactics of Cavalry. From the German of Count von Bismarck, 1827, Digitalisat
- Peace campaigns of a cornet., 1829, Band 1, Band 2, Band 3
- History of the King’s German Legion. Band 1, 1834, Band 2, 1837
- The Discovery of America by the Northmen in the Tenth Century, with Notes on the Early Settlement of the Irish in the Western Hemisphere. 1841 Digitalisat
- On the Alterations of Level in the Baltic. 1843
- Major Ludlow Beamish's visit to the Kilkerrin Estate of the Irish Waste Land Company. 1844
- On the Uses and Application of Cavalry in War. 1855 Digitalisat

## Familie
Er heiratete am 27. Mai 1841 Aline Marie Forsstrom († 13. Februar 1900), eine Tochter des Reverend John Eric Forsstrom. Das Paar hatte mehrere Kinder:
- Aline Matilda Hulda († 30. November 1933)
- North Ludlow Axel (* 14. Juni 1842; † Mai 1923) ⚭ Edith Anne Thompson
- William Adolph (* 16. Januar 1844; † 23. August 1930), Major ⚭ 1881 Margaret Murphy
- George Horace Townsend (* 8. Dezember 1847; † 13. Januar 1923)
- Alice (* 18. August 1852; † 6. November 1862)[6]